# Maytenus boaria

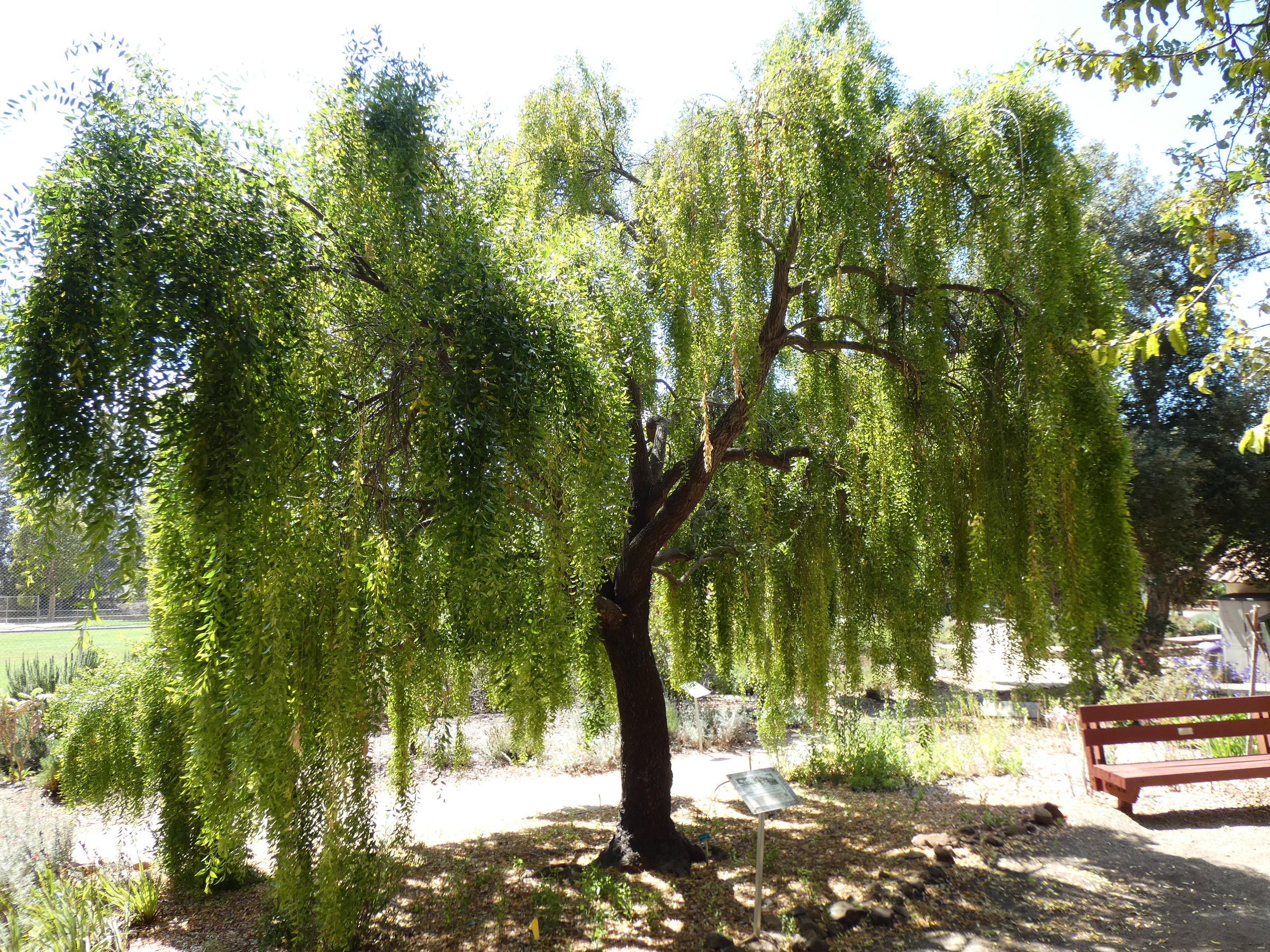
Maytenus boaria a SLO Botanikus Kertben (San Luis Obispo)

A Maytenus boaria  a valódi kétszikűek Eurosids I kládjába sorolt kecskerágó-virágúak (Celastrales) rendjében kecskerágóformák (Celastroideae) alcsaládjába sorolt Maytenus nemzetség típusfaja. Elfogadott magyar neve nincs.

## Származása, elterjedése
Dél-Amerika középső és nyugati részéről származik.
Chiléből származó példányai Európa mediterrán éghajlatú vidékein több gyűjteményes kertben is megtalálható. Magyarországon nem télálló (Johnson). Így került az Amerikai Egyesült Államokba is, ahol Kalifornia államban néhány helyen kivadult. Az USA Csendes-óceáni partvidékén a kertekben északon egészen Seattle-ig és Vancouverig megtalálható.
Ugyancsak megtelepült Új-Zélandon, ahol gyorsan terjed, és ezért inváziós fajjá minősítették.

## Megjelenése, felépítése
20 m magasra növő fa. Szürke kérgét rövid, hálózatos barázdák tagolják. Boltozatos koronája nyitott; külső hajtásai lecsüngők (Johnson).
3–5 mm-es nyélen átellenesen szemben ülő, elliptikus, kopasz, sötétzöld, sűrűn fűrészfogas szélű levelei 2,5–5 cm hosszúak.
Virágai kicsik: a porzós virágok barnássárgák, a termősek lilán csíkozott világoszöldek. Kétrészes, egy vagy két magot tartalmazó bogyótermését bíborvörös héj burkolja.

## Életmódja, termőhelye
Lassan növő, szárazságtűrő örökzöld. Fája a szárazabb éghajlatú Argentínában keményebb, mint Chilében.
Argentínában jellemzően a tabaquillo-erdők elegyfája. Nagyobb állománya nő Chile középső részén a La Campana Nemzeti Parkban, ahol a veszélyeztetett chilei mézpálmához (Jubaea chilensis) társul. Erdeik aljnövényzetében több veszélyeztetett faj talál otthont, köztük az Adiantum gertrudis.
Magvai könnyen csíráztathatók.

## Felhasználása
A szarvasmarhát jelentő „boaria” nevet azért kapta, mert zsenge leveleit szarvasmarhák takarmányozására használják.
Európa és Észak-Amerika melegebb éghajlatú részein dísznövénynek ültetik.
A magvaiból ütött olajból firniszt készítenek, kemény fájából szerszámnyeleket faragnak. Nektárja ízletes mézet ad.
Mivel magról könnyen nevelhető, Chilében az országot újraerdősítő programban is felhasználják.

## Fordítás
- Ez a szócikk részben vagy egészben  a   Maytenus boaria című angol Wikipédia-szócikk ezen változatának fordításán alapul.  Az eredeti cikk szerkesztőit annak laptörténete sorolja fel. Ez a jelzés csupán a megfogalmazás eredetét és a szerzői jogokat jelzi, nem szolgál a cikkben szereplő információk forrásmegjelöléseként.